# Districtul Pong Nam Ron
Pong Nam Ron (în thailandeză โป่งน้ำร้อน) este un district (Amphoe) din provincia Chanthaburi, Thailanda, cu o populație de 38.115 locuitori și o suprafață de 927,0 km².

## Componență
Districtul este subdivizat în 5 subdistricte (tambon), care sunt subdivizate în 47 de sate (muban).
| Nr. | Nume          | În thailandeză | Sate | Locuitori |  |
| --- | ------------- | -------------- | ---- | --------- |  |
| 1.  | Thap Sai      | ทับไทร          | 9    | 11,505    |  |
| 2.  | Pong Nam Ron  | โป่งน้ำร้อน       | 13   | 8,878     |  |
| 4.  | Nong Ta Khong | หนองตาคง       | 10   | 8,707     |  |
| 9.  | Thep Nimit    | เทพนิมิต         | 8    | 4,743     |  |
| 10. | Khlong Yai    | คลองใหญ่        | 7    | 4,282     |  |

Numerele lipsă sunt subdistricte (tambon) care acum formează districtul Soi Dao.